# Музей Ашиян
Музей Ашиян (тур. Aşiyan Müzesi) — дом известного турецкого поэта Тевфика Фикрета в квартале Ашиян района Бешикташ в Стамбуле, Турция. Дом был построен в 1906 году и позднее переделан в музей
. Музей принадлежит Стамбульскому муниципалитету.

## Здание
Тевфик Фикрет жил в этом доме с 1906 года вплоть до своей смерти в 1915 году. Здание было куплено в 1940 году муниципалитетом Стамбула у его жены Назин по инициативе Лютфи Кырдара, мэра Стамбула, и было переделано в музей с названием «Музей новой литературы» (осм. Edebiyat-ı Cedide Müzesi). Музей открылся в 1945 году. В 1961 году музей переименовали в Музей Ашиян после того, как останки Фикрета, который первоначально был похоронен на кладбище Эюп, перезахоронили во дворе дома, который он очень любил из-за панорамного обзора Босфора.
Тевфик Фикрет составил архитектурный проект дома самостоятельно, и назвал свой дом «Ашиян», что в переводе с персидского языка означало «Гнездо». Это был трёхэтажный деревянный дом с садом.

## Музей
Нижний (подземный) этаж состоит из административных помещений. Первый этаж отведён под экспозицию «Новое литературное движение», посвящённой поэтам Абулхаку Хамиду Тархану (1851—1937) и Нигяр-ханым (1856—1918). В двух отдельных комнатах выставлены картины, фотографии, книги и личные вещи, принадлежащие поэтам.
На втором этаже расположены личный кабинет и спальня Тевфика Фикрета. Здесь выставлены его персональные вещи, письменный стол, кресло, рисунки и картины, сделанные им. Также в спальне выставлена его посмертная маска. Картина османского шаха Абдул-Меджид II, которую он нарисовал, вдохновленный поэмой Фикрета Sis (рус. Туман), расположена на стене на этом этаже.
Музей Ашиян был полностью восстановлен и открыт для посещений мэром Стамбула Кадиром Топбашем в декабре 2012 года после полуторагодовой реконструкции стоимостью около 640 тысяч $.
Во время реставрации, мебель была переделана по оригинальным фотографиям. Также была сделана и выставлена восковая фигура Фикрета.

## График посещений
Музей закрыт для посещений по воскресеньям и понедельникам. Часы посещения с 9:00 до 16:00. Вход свободный.